# Tamar (personaj biblic)

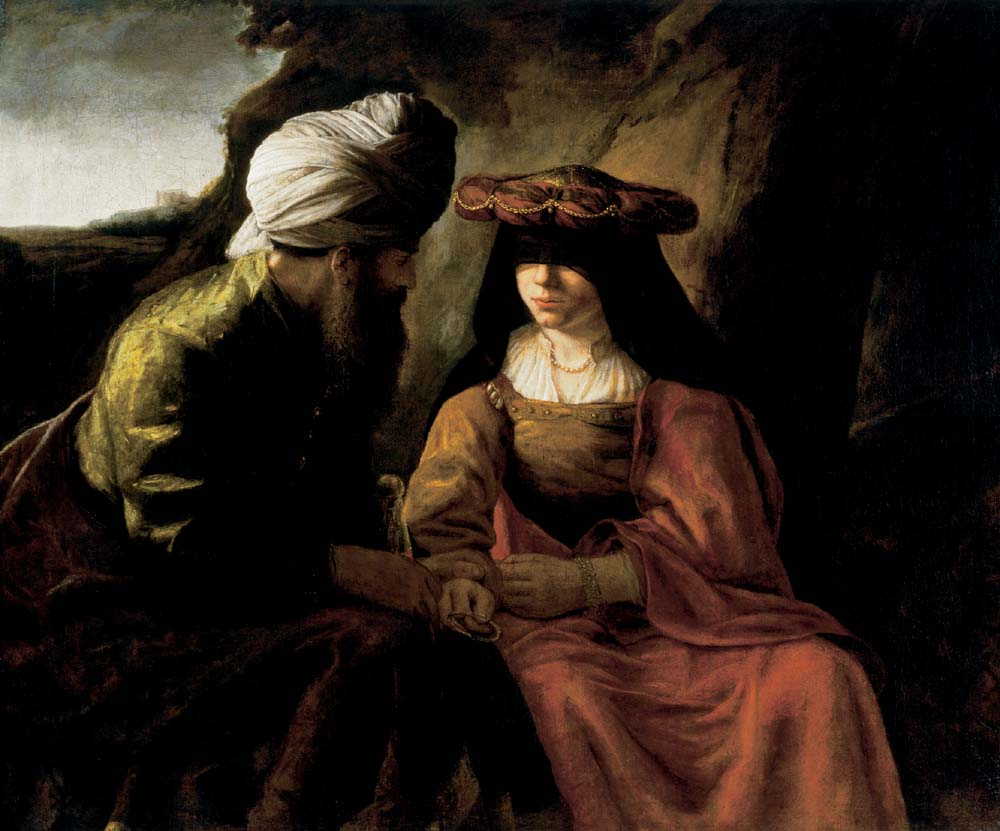
Iuda și Tamar

În Cartea Genezei, Tamar (ebraică: תָּמָר, standard: Tamar; tiberiană: Tāmār) era nora lui Iuda și mama a doi copii ai săi: gemenii Zerah și Pereț.

## Descriere
Povestea lui Tamar apare în Prima carte a lui Moise, Geneza (Facerea) la capitolul 38. Al doilea personaj important, din această istorisire, este Iuda, unul din întemeietorii triburilor lui Israel.
Iuda a avut trei băieți, Er, Ona  și Șela. Pentru cel mai mare fiu al său, Er, Iuda a luat o nevastă numită Tamar. Dar Er, a fost un om foarte rău și a murit de tânăr, fără a lăsa urmași.
Tamar este dată lui Onan, fratele mijlociu, dar acesta refuză să păstreze numele fratelui decedat și să aibă copii cu aceasta și moare, la rândul lui, de tânăr.
Conform tradiției, Tamar este dată (legată) ultimului dintre fii dar acesta neavând vârsta necesară, Iuda a trimis-o pe Tamar în casa tatălui ei, la Timna, ca să rămână văduvă până când va crește mare fiul cel mic al său, Șela.
La ceva timp, soția lui Iuda moare și după ce o jelește, conform tradiției, planifică să meargă cu oile la Timna.
Iuda, prins de alte treburi sau având alte socoteli, întârzie să permită căsătoria lui Șela cu Tamar, deși Șela împlinise vârsta necesară, iar aceasta temându-se că va rămâne văduvă și singură toată viața și auzind că Iuda urmează să meargă la Timna, plănuiește să se deghizeze în prostituată, să îl seducă pe Iuda, socrul ei, și să aibă copii cu acesta.
Iuda pornește, cu oile, spre Timna și este așteptat, de Tamar, la o răscruce de drumuri, este păcălit și ajunge de o cunoaște pe aceasta, fără a-i descoperi, însă, adevărata identitate. Nefiind pregătit pentru o astfel de aventură, Iuda nu a avut cum să o plătească pe Tamar, pentru serviciile oferite, și îi lasă drept gaj inelul, lanțul și toiagul său , urmând să îi trimită, ulterior, plata. Pentru serviciile ei, Tamar, conform planului ei bine ticluit, a cerut o capră.
Ajuns acasă, Iuda îi trimite prostituatei plata pentru serviciile ei dar, din păcate nimeni din Timna nu auzit de "prostituata" cu care s-a cunoscut Iuda.
După trei luni, Iuda află că nora lui este însărcinată și o condamnă la moarte pentru infidelitate. Dar, Tamar îi trimite lui Iuda cele trei obiecte lăsate ca garanție, cu explicația că posesorul lor este tatăl copilului pe care îl poartă în pântece.
La vederea acestora, Iuda acceptă faptul că el este tatăl copilului și oprește execuția. Tamar naște doi băieți, pe Pereț și pe Zerah. Iar Pereț este strămoșul pe linie maternă a Regelui David (a se vedea Rut ), la rândul său cel din a cărui spiță s-ar trage, conform unor genealogii din evanghelii , însuși Isus din Nazaret.